# Logosease
Logosease（ロゴシーズ）は、山形カシオ株式会社が、2013年（平成25年）から販売しているダイブトランシーバー。水中で会話が出来る携帯型機器としては世界初として発売された製品である。

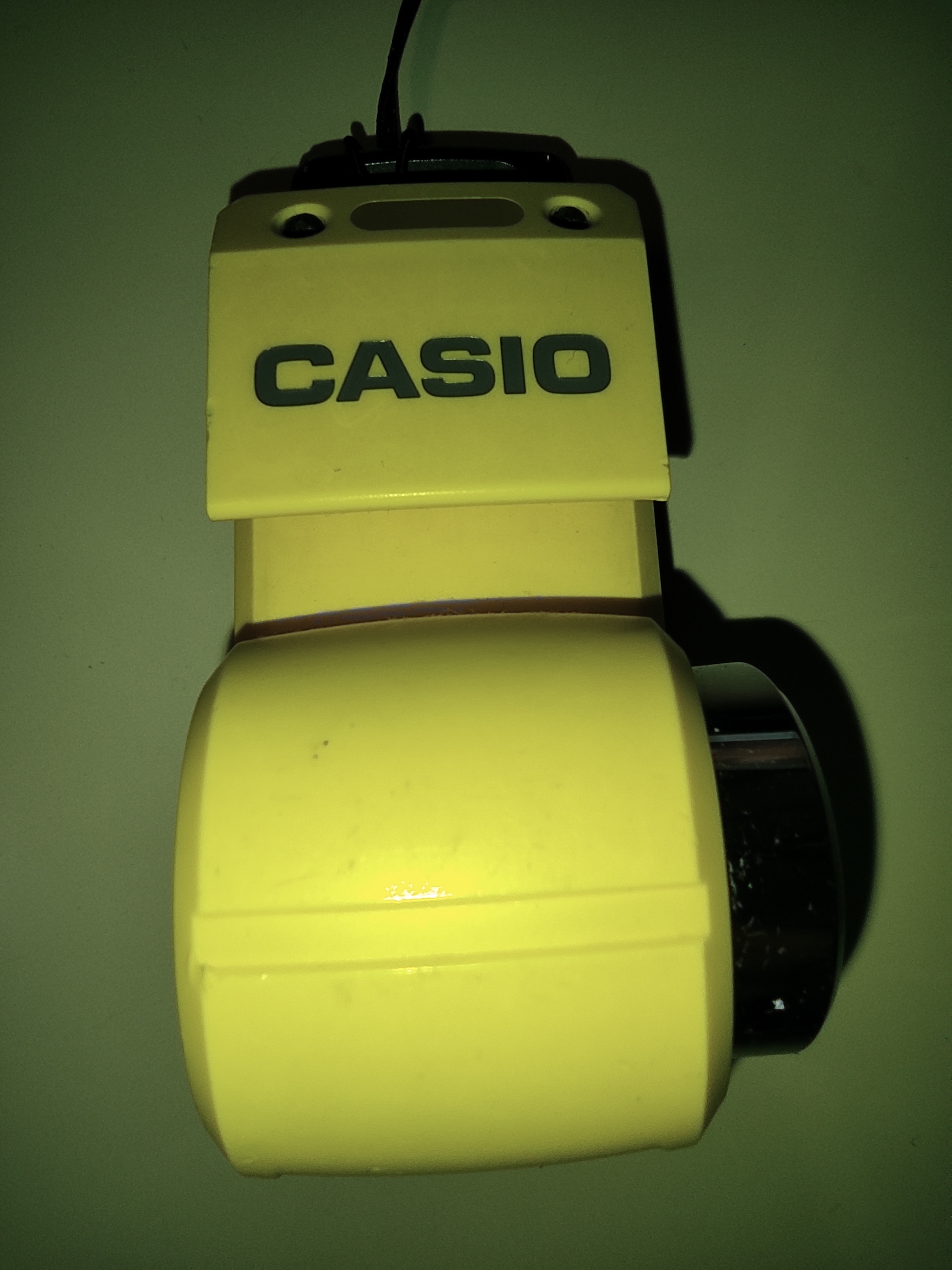
Logosease前面画像。

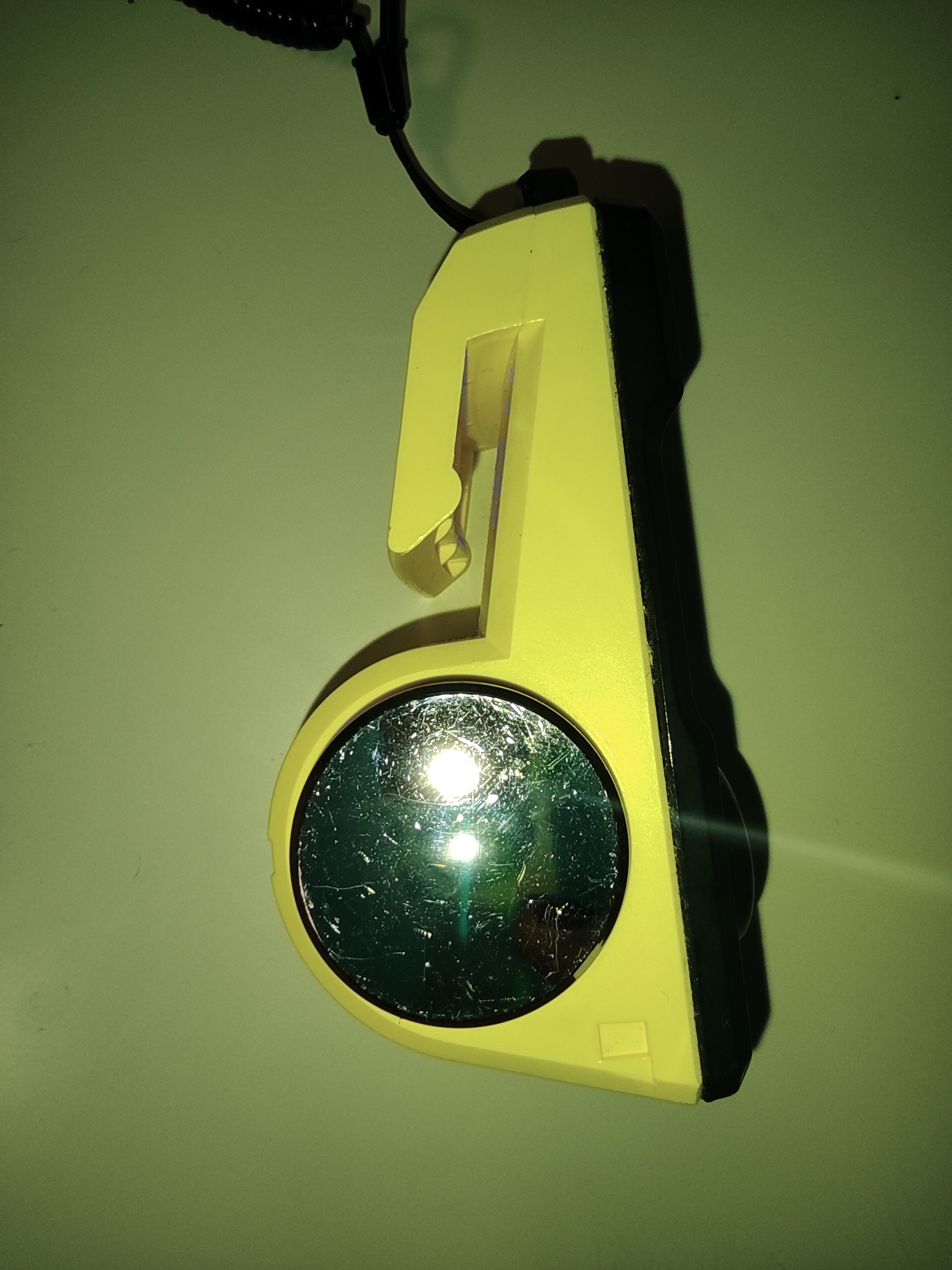
Logosease横面画像。

## 概要
2009年（平成21年）に、鈴木隆司が当時10歳の娘とともに、初めてダイビングをした際に、水中で会話が出来ないということに衝撃を受けたことがきっかけとなり、水中トランシーバーの開発に乗り出した。様々な試作、実験、失敗を重ねた結果、2013年1月にマリンシステム事業で販売を開始する。当時、ダイビングというのはハンドシグナルと筆談で水中でのコミュニケーションを取っており、ダイバーはそれに特段の不足や不満を感じていることはなかった。ダイビング業界にはおよそ四半世紀もの間、新たな機材は開発されていない背景とあいまり、始め水中トランシーバーの商品価値を伝えることは容易ではなかった。

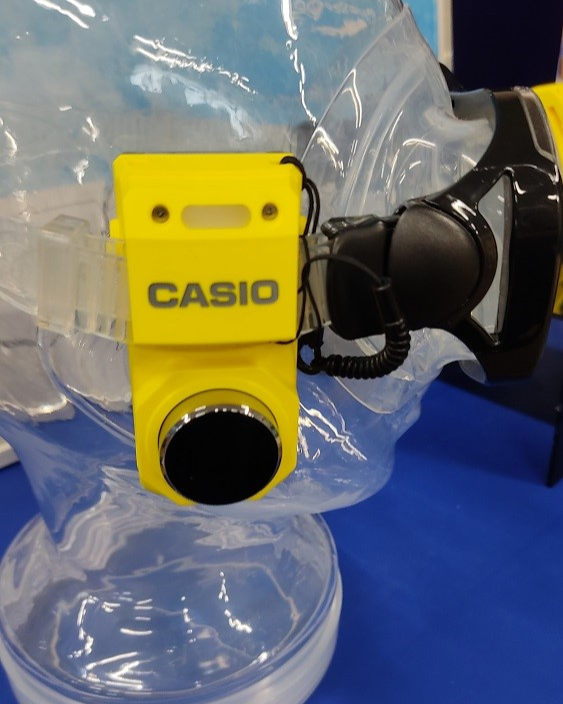
LogoseaseⅡ前面画像。

山形カシオでは、展示会に出展したりモニター会を開催するなどして、積極的にLogoseaseの周知に努めた。その結果、徐々にLogoseaseが広まり、アンテナの高いダイバーを中心として人気が高まっている。
2013年12月「山形エクセレントデザイン2013イノベーションデザイン賞」受賞。2014年10月には「グッドデザイン賞」、翌年1月には「JIDAデザインミュージアムセレクション」と、インダストリアルデザイン部門でダブル受賞となった。
2023年4月ダイブコンピュータ機能を搭載したフルモデルチェンジ版LogoseaseⅡが発売された。

## 名前の由来
古代ギリシア語で「言葉」を意味する「logos」、英語で「海」を意味する「sea」、「安らぎ・落ち着き」を意味する「ease」を合わせたことが由来。海の中で言葉が伝わることで、安心と安全を提供したいという思いから命名された。

## 産学提携
Logoseaseの開発にあたり、山形カシオの地元である山形県の2つの大学が参画した。

### 技術開発
水中の音声を聞きやすい音声に変換する研究を山形大学 大学院理工学研究科 小坂哲夫教授と共同で行った。これらの研究内容は、特許として日本・中国・アメリカ合衆国で権利化され、ヨーロッパで出願中である。2015年のゴールデンウィークには、国立科学博物館と山形大学が主催した「山形から未来を照らすサイエンス」展にて、共同研究の成果の1つとしてLogoseaseの展示も行われた。

### デザイン監修
Logoseaseの製品、ロゴ、パッケージなど、デザイン全般について、東北芸術工科大学 プロダクトデザイン学科 上原勲教授が監修した。

## 特徴

### 水中会話
Logoseaseは水中で会話が出来るダイブトランシーバーとして、世界初として発売された製品である。通信のメカニズムは超音波である。内蔵の骨伝導マイクで骨から送信側の声の振動を拾い、それを超音波で送信。受信側でそれをキャッチして内蔵の骨伝導スピーカーから骨を通して受信者へ伝える。多人数でも使用可能。

### 安全性
これまでダイビングをする際には通信をすることが出来なかったが、Logoseaseはケーブルレスで小型のため、レジャーダイビングでも気軽に使うことが出来る。

## 機能
水中にいるために必要な機能と、通信に必要な機能として耐水圧やボタンの削除、水探知などがある。

### 通信
通信距離は相手との位置関係、波やうねり、透明度、障害物などの使用する環境によって、通信距離・音声の明瞭度が変化するが、50ｍから100ｍの通信が可能。
アンテナの前面が相手と向き合ったときが最大の送受信パワー、相反したときが最小の送受信パワーになるように指向性を持っている。

### 防水性
ボタンを付けると、ボタンを使用したときの隙間などで水没する可能性が高い。そのため、ボタンは無くしタッピングで送受信を切り替える。また、水探知機能もあり、電源のオンオフは水探知によって行われる。

### ダイブコンピュータ機能（LogoseaseⅡのみ）
水深・水温・ダイブタイム・NDL（無減圧潜水時間）・その他警告音を音声で通知するアラート機能。500本の記録がつく潜水ログ機能。各深度でのNDLを表示するPLAN機能が追加された。通知タイミングは、指定水深（初期値5m毎）や指定時間（初期値10分毎）で設定できる。従来の腕時計型ダイブコンピュータを確認できない状況でも音声で強制的に通知されるため、安全性の向上がなされた。

### その他
安全性を保つためのホイッスルモード、ダイブコンピュータ警告音サポート機能、エアチェックタイマー機能などがついている。他にも機能を最大限使えるようにするための音声ガイド機能、通話音声を録音するボイスレコーダー機能もついている。

## 製品

### Logosease

#### 一般用モデル

##### アドヴァンスモデル　LGS-RG004
多機能なアドヴァンスモデル。周波数3チャンネルに対応しており、ボイスレコーダー機能がついている。また、カラーバリエーションも3種類ある。値段はベーシックモデルよりも高価になる。2013年1月18日発売。

##### ベーシックモデル　LGS-RG005BA
通信に特化したシンプルなベーシックモデル。2台セットで販売されている。カラーはMAT WHITEの1つ。機能もアドヴァンスモデルよりは少ない。2013年12月7日発売。

#### 業務用モデル
小売販売はなし。

#### レスキューモデル　LGS-RG004 SAR
通信性能が強化されたレスキューモデル。消防の水難救助隊などで使用されている。

#### レシーバー　LGS-RG004 RX
講習やガイドに適した受信専用モデル。一部のみのカスタマイズ機能とエアチェックタイマー機能しかない。

### LogoseaseⅡ

#### 一般モデル

##### アドヴァンスモデル　LGS-RG007
多機能と拡張性のアドヴァンスモデル。ダイブコンピュータ機能搭載。マットイエローとマットブラックの2色展開。2023年4月発売。

### その他
そのほかに、陸上機や専用フード、専用充電スタンド、専用ストラップなどが販売されている。専用充電スタンドと専用ストラップはLogosease各種に付属されている。

## 練習の必要性
多くのダイビング器材と同様に、Logoseaseは説明書を読まずに使用するとうまく使えないことがある。しかし説明書を読み込み、陸上と水中での練習をすることで快適に使用することが出来る。特に、Logoseaseを装着する位置や発声法、操作法などは練習する必要性が高い。排気の泡の逃がし方や適切な声の音量を理解していないと、快適さが下がってしまう。練習は短時間で出来る。

## スペシャリティコース採用
ダイビング指導団体による、Logoseaseの使い方が覚えられるスペシャリティコースが用意されている。
- PADI Logoseaseダイバースペシャリティコース[12]
- NAUI Logoseaseスペシャリティコース[13]
- SDI Logoseaseダイバースペシャリティコース[14]
- BSAC Logoseaseスキルディベロップメントコース[15]
- JCS（日本海中技術振興会） Logoseaseスペシャリティコース[16]

## 受賞歴[3]

### 2013年
12月　山形エクセレントデザイン2013イノベーション賞受賞

### 2014年
10月　グッドデザイン賞受賞
株式会社エムテド代表 田子學の「私の選んだ一品」にて、今までなかった全く新しいダイビングスタイルが評価された。

### 2015年
1月　JIDAデザインミュージアムセレクションvol.16に選定
10月　第6回ものづくり日本大賞　東北経済産業局長賞受賞

### 2023年
Jpanese Design Today 100（現代日本デザイン100選）に選定

## 社会貢献

### 障害者支援
中米・ベリーズの盲目の15歳の少年、Rowan Garelが2013年に世界遺産「ベリーズ珊瑚礁保護区」の巨大海底穴ブルーホールでダイビングに挑戦するにあたり、Logoseaseを使用した。協力要請がJICAベリーズ支所を通じて寄せられた。
視覚障害者という立場を超えて積極的に世の中に情報を発信し、「盲導犬ロックバンドシャンテ」でも活躍する熊野伸一が2014年に放映された関西テレビのスーパーニュースアンカーという番組でダイビングを行い、インストラクターから海の中の様子をLogoseaseで伝えられた。熊野伸一は視覚障害者でダイビングCカードを取得した始めての日本人と番組で紹介された。
進行性筋疾患という希少難病を持つ女性、中岡亜希が2016年にダイビングに挑戦した。講習を担当したトレーニングディレクターの太田樹男は進行性筋疾患の人のCカード（ダイビングをするためのライセンス）取得は世界でも例が無いのではないかと語る。中岡の症状は進行しており、2016年当時で手先が動く程度。中岡のような重度の患者でも医師の診断書があり、呼吸器系に問題が無ければ特殊技術を用いて海の中を楽しむことが出来るという。安全管理のため、Logoseaseを使用したいとHSA JAPAN（Handicapped Scuba Association）の日本支部から協力要請がきた。

### 環境保護
「サンゴ保全プロジェクト」を行っているチーム美らサンゴの主な活動の1つである「珊瑚の植え付け」には多くのボランティアダイバーが参加しており、その活動にLogoseaseが使用されている。また、2018年に山形カシオは環境省より国際サンゴ礁年2018のオフィシャルサポーターに任命された。

## 官公庁採用
消防の水難救助隊で使用されている実績がある。ケーブルのついていない通信機は水中で非常に便利に使えるため、47都道府県のうち、8割程度の都道府県で導入されている。

## Logoseaseが使われたテレビ番組や映画
この節の出典：
Logosease のボイスレコーダー機能により、容易に水中の音声を録音できるようになった。そこに目をつけたテレビ局は、タレントに Logosease をつけさせ、水中のナレーションや水中の会話を映像と共に視聴者に届ける方法を開発した。これにより、陸上音声のアテレコのみだった水中映像が一変、より臨場感のあるダイビングシーンを作れるようになった。現在では、多くの番組で頻繁に Logosease が使われている。

### テレビ

#### 2013年
- 『趣味バカ』で（サンテレビ／ちばテレビ）:バイきんぐの小峠英二が初めてのダイビングで水中から感想を伝えるのに使用された。本番組が、初めて Logosease を使ったテレビ番組である。Logosease の使用方法を教えるため山形カシオから美人ダイバーが来てくれたと、番組内で紹介された。

#### 2014年
- 『財宝伝説は本当だった　バミューダ海域に沈むスペイン財宝船＆幻の黄金王の墓に眠る秘宝　今夜歴史的発見SP』（TBSテレビ）
- 『めざましテレビ』（フジテレビ）
- 『アイ・アム・冒険少年』（TBSテレビ）:ココリコの田中直樹が海中のミステリーサークルを水中で紹介するなど、4回に渡ってLogoseaseが使用された。
- 『スーパーニュースアンカー』（関西テレビ）
- 『イッポウ』（CBCテレビ）
- 『不思議探求バラエティー　ザ・世界ワンダーX』（TBSテレビ）

#### 2015年
- 『イッポウ』（CBCテレビ）
- 『趣味バカ』（サンテレビ）
- 『おはよう日本』（NHK総合テレビ）:「街かど情報局」でLogoseaseが紹介された。
- 『人生を変える7日旅』（BS朝日）:滝川クリステルがイルカとの遭遇を水中からレポートするために使用された。
- 『スーパーJチャンネル』（テレビ朝日）
- 『心に残る一日をプレゼント!なんて日だ！』（関西テレビ）
- 『アイ・アム・冒険少年』（TBSテレビ）

#### 2016年
- 『日曜ファミリア・大陸横断アドベンチャー巨大生物を捕獲せよ!』（フジテレビ）
- 『メデキン～目のつけどころで一攫千金～』（フジテレビ）
- 『スイッチ!』（東海テレビ）
- 『海のハンターサメ限界探検』（BSジャパン）:俳優・的場浩司とサメ専門ジャーナリスト・沼口麻子がタイガーシャークウォッチングに挑んだ。AKB48の大家志津香が千葉沖のサメが集まっているダイビングスポットを水中からレポートした。
- 『趣味バカ』（サンテレビ）
- 『進化の島　ガラパゴス　世紀の大発見!幻のピンクイグアナ』（BSフジ）

#### 2017年
- 『特別番組「水と緑の物語　守りたいモノ　つなぐコト」』（KBC九州朝日放送）
- 『乃木坂工事中』（テレビ愛知、テレビ東京）:乃木坂46の与田祐希と大園桃子の初めてのダイビングでLogoseaseが使用され、2人の水中での会話が放映された。

#### 2018年
- 『潜れ!さかなクン』（NHK総合テレビ）
- 『ぐらんぶる』（アニメ）
- 『探偵!ナイトスクープ』（ABC朝日）
- 『所さんの目がテン!』（日本テレビ）
- 『スクール革命!お待ちかね!年に一度の修学旅行!今年もJ組みんなでロケ出動!』（日本テレビ）:SixTONESの髙地優吾が千葉の房総半島でサメの大群と泳ぐという企画。
- 『東京湾大調査3【全800種!激レアから猛毒までお魚コンプリート】』（テレビ東京）:AKB48の大家志津香が東京湾に潜り、珊瑚の楽園を調査した。

#### 2019年
- 『潜れ!さかなクン「熱海、ロマンの海へ」』（NHK総合テレビ）
- 『潜れ!さかなクン「～火の島　薩摩硫黄島の海へ～」』（NHK総合テレビ）
- 所さん!大変ですよ』（NHK総合テレビ）:さかなクンがシュノーケルで使用。

#### 2020年
- 『開局40周年特別番組「静岡　あり得ない海常識」』（静岡第一テレビ）
- 『潜れ!さかなクン「熊本・八代海～知られざる神秘の海へ～」』（NHK総合テレビ）
- 『潜れ!さかなクン「探検!沈船スペシャル」』（NHK総合テレビ）
- 『坂上どうぶつ王国』（フジテレビ）:千葉県・波左間海中公園にて、バイきんぐ小峠英二が巨大魚の調査を行った。
- 『日立　世界ふしぎ発見』（TBSテレビ）:日本屈指の透明度を誇る支笏湖に、ミステリーハンターの依吹怜がダイビングをする際に使用した。
- 『リア突WEST』（ABC朝日）:ジャニーズWESTの桐山照史と小瀧望がダイビングで行うロケで使用。
- 『THE無人島～未知の離島で○○見つけました!～』（テレビ東京）:元AKB48の秋元才加がダイビングロケで使用。

#### 2021年
- 『THE鉄腕DASH　DASH海岸～東京湾・立ち入り禁止の海へ～』（日本テレビ）:桝太一アナウンサーがダイビングロケで使用。
- 『ダーウィンが来た!「さかなクンと大研究！ふぐ最強伝説」』:さかなクンが使用。
- 『潜れ！さかなクン「ギョギョギョ宮古島スペシャル」』（NHK総合テレビ）
- 『THE無人島～未知の離島で○○見つけました!～』（テレビ東京）:元AKB48の秋元才加が使用。
- 『潜れ！さかなクン「ギョギョギョＢＳスペシャル」』（NHK BSプレミアム）
- 『坂上どうぶつ王国』（フジテレビ）:バイきんぐ小峠英二が激レアのサメを紹介。
- 『所さんの目がテン!』（日本テレビ）
- 『ダーウィンが来た!』（NHK）:さかなクンが水中からホタテを紹介。
- 『あなたの代わりに見てきます!リア突WEST』（ABC朝日）:ジャニーズWESTの桐山照史、小瀧望が使用。
- 『極上！三ツ星キャンプ Season2』（BS日テレ）

#### 2022年
- 『DCU』（TBSテレビ）:海上保安庁潜水特殊捜査隊役の阿部寛、横浜流星等の潜水装備として使用された。
- 『【地球派宣言特別番組】広島の水の中もぐってみました〜魚に会いに行こう〜』（広島テレビ）
- 『THE!鉄腕!DASH!!』（日本テレビ）:桝太一アナウンサーの過去シーンで使用された。
- 『潜れ!さかなクン』（NHK）
- 『世界の果てまでイッテQ!』（日本テレビ）:内村光良が初めてのダイビングでのリポートで使用。
- 『所さんの目がテン!』（日本テレビ）

#### 2023年
- 『坂上どうぶつ王国 3時間SP』（フジテレビ系列）:King & Princeの髙橋海人、ジャニーズWESTの桐山照史が使用。
- 『潜れ！さかなクン「ギョギョギョ！沖縄やんばるスペシャル」』（NHK）
- 『パラオブルー生命の海～土屋アンナ 地球極彩色の旅～』（NHKBSプレミアム）：土屋アンナが使用。
- 『ダイビングトリップ ドラゴンに想いをよせて 西オーストラリアの海』（NHKBSプレミアム）
- 『関東大震災100年 あす巨大地震が来たら』（TBS放送系列）
- 『美しい日本に出会う旅～お魚天国！西伊豆ダイビング　松下洸平×浅利陽介にっこり旅～』（BS-TBS）

#### 2024年
- 『THE 鬼タイジ ～節分決戦inハワイアンズ～』（TBSテレビ）:水中にスタンバイしているダイバーに陸上機から合図を送って、水の中と外でタイミングを合わせる道具として利用された。
- 『クレイジージャーニー《洞窟探検家・吉田勝次》』（TBSテレビ）:水中洞窟ダイブの通信機材としてロゴシーズⅡが使用された。

#### 2025年
- 『「潜ってみたらスゴかった！意外と知らないニッポンの海底ぜんぶ見る！」～東京湾アクアライン真下の海底潜ってみたら海ほたるの下に無数の石！一体ナニ！？～』（テレビ東京）:ロゴシーズⅡが東京湾ダイブでの通信機器として使用された。
- 『千原ジュニアの愛知あたりまえワールド☆「浜名湖に眠る幻の戦車を大捜索！！」～愛知で製造された戦車が70年間湖の中に沈んでいる！？誰も見つけられなかった幻の戦車を大捜査！！砲台を発見か！？～』（テレビ愛知）:ロゴシーズⅡが浜名湖の湖底調査ダイブの通信機器として使用された。

### 映画

#### 2015年
『S-最後の警官-奪還 RECOVERY OF OUR FUTURE』